# Marius Moga
 (mai 2012).
Si vous disposez d'ouvrages ou d'articles de référence ou si vous connaissez des sites web de qualité traitant du thème abordé ici, merci de compléter l'article en donnant les références utiles à sa vérifiabilité et en les liant à la section « Notes et références ».
Marius Moga est un producteur, compositeur et chanteur roumain de pop, R'n'B et dance-pop né le 30 décembre 1981 à Alba Iulia.

## Biographie
Morandi est un acronyme qui provient de la décomposition des noms des membres du groupe (Mo- vient de Moga, le -r- du début de Ropcea et -andi est le diminutif d'Andrei). Ils se font connaître par le titre Beijo (Uh La La) qui sera classé 1er en Roumanie et en Turquie en 2005 pendant 9 semaines puis numéro un en Bulgarie en 2006 pendant 2 semaines. Il est extrait de leur 1er LP, Reverse, sorti en 2005.
Il fait partie du jury de Vocea României lors des six premières saisons.

## Discographie

### Singles
- Beijo (Uh La La)
- Colors
- Midnight Train
- Angels (Love Is The Answer)
- Falling Asleep
- Love Me
- Afrika
- Don't Look Back
- Rock The World
- Save me (avec Helene)
- Colors
- Sun Goes Down
- A La Lujeba

### LP
- Reverse